# Toronda
Toronda o Gironda (in croato Obljak o Okrugljak) è un isolotto disabitato della Croazia e fa parte dell'arcipelago delle isole Brioni, lungo la costa istriana.
Amministrativamente appartiene all'istituzione pubblica del Parco nazionale di Brioni del comune di Pola, nella regione istriana.

## Geografia
Toronda si trova nella parte settentrionale dell'arcipelago dei Brioni, 370 m a ovest di Brioni Minore, 230 m a est di Gaza, 465 m a sud di San Marco e 350 m a nord di Zumpin grande. Come il resto dell'arcipelago, è separata dalla terraferma dal canale di Fasana (Fažanski kanal) e, nel punto più ravvicinato (punta Mertolin, rt Mrtulin), dista da essa 4,7 km.
Toronda è un isolotto di forma trapezoidale irregolare, che misura 230 m di lunghezza e 225 m di larghezza massima. Ha una superficie di 0,0441 km² e uno sviluppo costiero di 0,778 km. A sud, raggiunge un'elevazione massima di 6,6 m s.l.m.

### Isole adiacenti
- Cabula[1][2] (Kabula)[6], piccola roccia affiorante situata 1,23 km a nordovest di Toronda. (44°56′43″N 13°42′35″E)

### Cartografia
- (HR) Mappa topografica della Croazia 1:25000, su preglednik.arkod.hr.